# No Average Angel (singel)
No Average Angel (z ang. Żaden Przeciętny Aniołek) – singel Tiffany Giardina wydany 25 listopada, 2008 roku nakładem 785 Records. Na singlu znajduje się też 2 utwór promujący płytę "Hurry Up and Save Me" (z ang. Śpiesz Się i Ratuj Mnie). Produkcją zajęli się Jill Harding i Jeff Panzer. 

## Teledysk
Teledysk do "No Average Angel" został nagrywany na 62nd Annual Columbus Day Parade, a "Hurry Up and Save Me" w Sound City Studios w Van Nuys.

### Lista utworów
1. "No Average Angel"- 2:58
2. "Hurry Up and Save Me"- 3:54
3. "No Average Angel" (DVD)
4. "Hurry Up and Save Me" (DVD)